# دیوید استرلتس
دیوید استرلتس (انگلیسی: David Strelec؛ زادهٔ ۴ آوریل ۲۰۰۱) بازیکن فوتبال اهل اسلواکی است.
از باشگاه‌هایی که در آن بازی کرده‌است می‌توان به باشگاه فوتبال اسلوان براتیسلاوا اشاره کرد.
وی همچنین در تیم‌های ملی فوتبال  زیر ۱۷ سال اسلواکی، زیر ۲۱ سال اسلواکی و اسلواکی بازی کرده‌است.